# Maggi-Würze

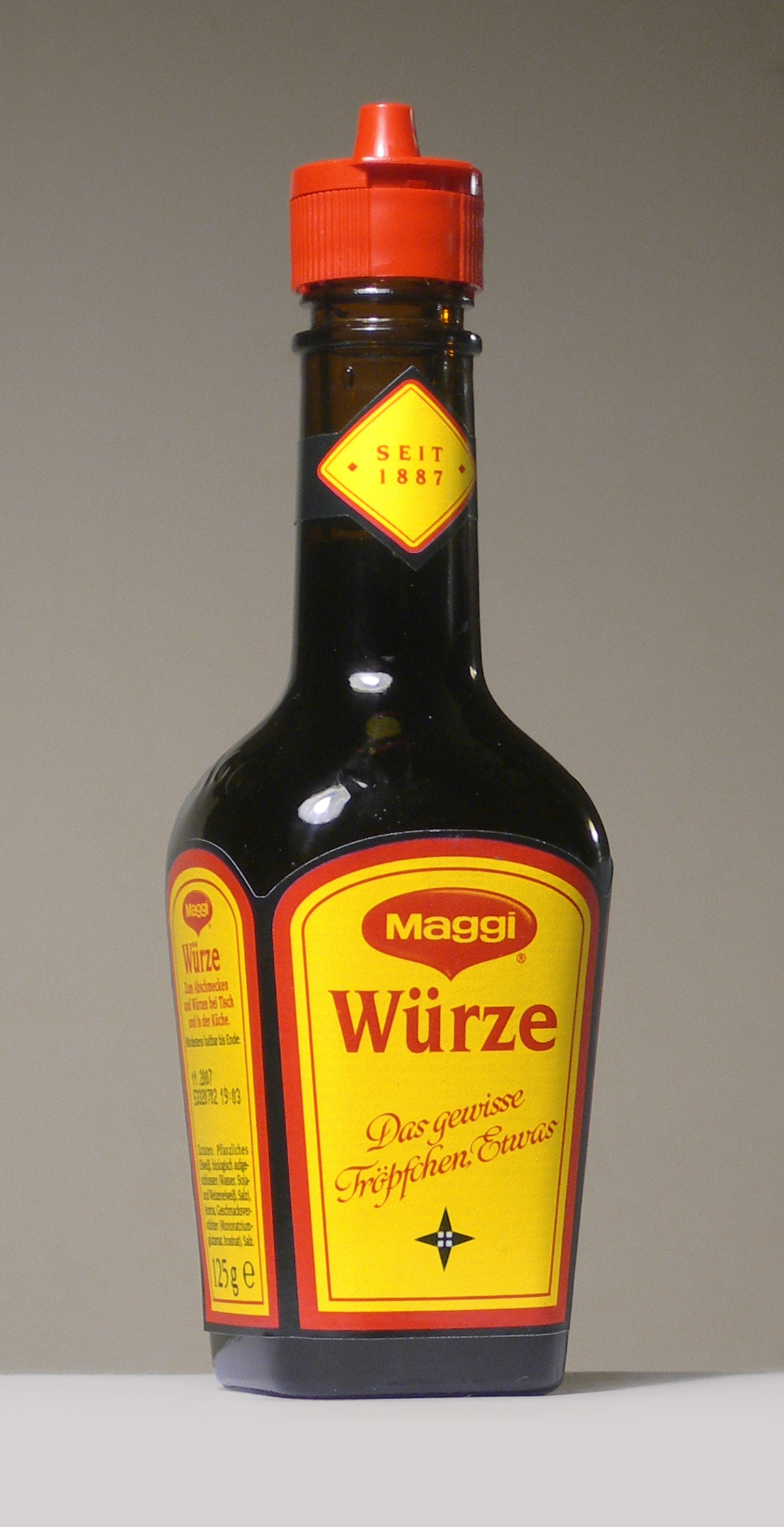
Maggi-Würze (2006)

Maggi-Würze ist eine vegane Würzsauce, die nach ihrem Schweizer Entwickler Julius Maggi benannt ist. Das Produkt eignet sich wegen seines fleischigen Geschmacks besonders zum Würzen von Suppen oder Eintöpfen. 

## Bestandteile
Die Würzsauce ist vegan, weil ihre Grundlage Pflanzenproteine sind. Früher wurde sie aus Sojabohnen und Weizen als Eiweißbasis hergestellt, seit 2006 wird ausschließlich Weizen genutzt. Die Zutaten wurden ursprünglich durch Kochen in Salzsäure denaturiert und hydrolysiert und anschließend mit Natronlauge neutralisiert, woraus sich große Mengen Kochsalz ergaben. 
Diese Methode wird nicht mehr angewendet, stattdessen kommen enzymatische Hydrolyseverfahren zum Einsatz. Die entstandene Würze wird filtriert und durch Geschmacksverstärker wie Mononatriumglutamat, Aromastoffe und Salz ergänzt. Je nach Angebotsland können die Zutaten geringfügig variieren. Nährwerte pro 100 g in Deutschland: 68 kcal, Fett <0,1 g, Kohlenhydrate 6,5 g (davon Zucker 3,5 g), Eiweiß 9,8 g, Salz 18,2 g.

## Geschichte

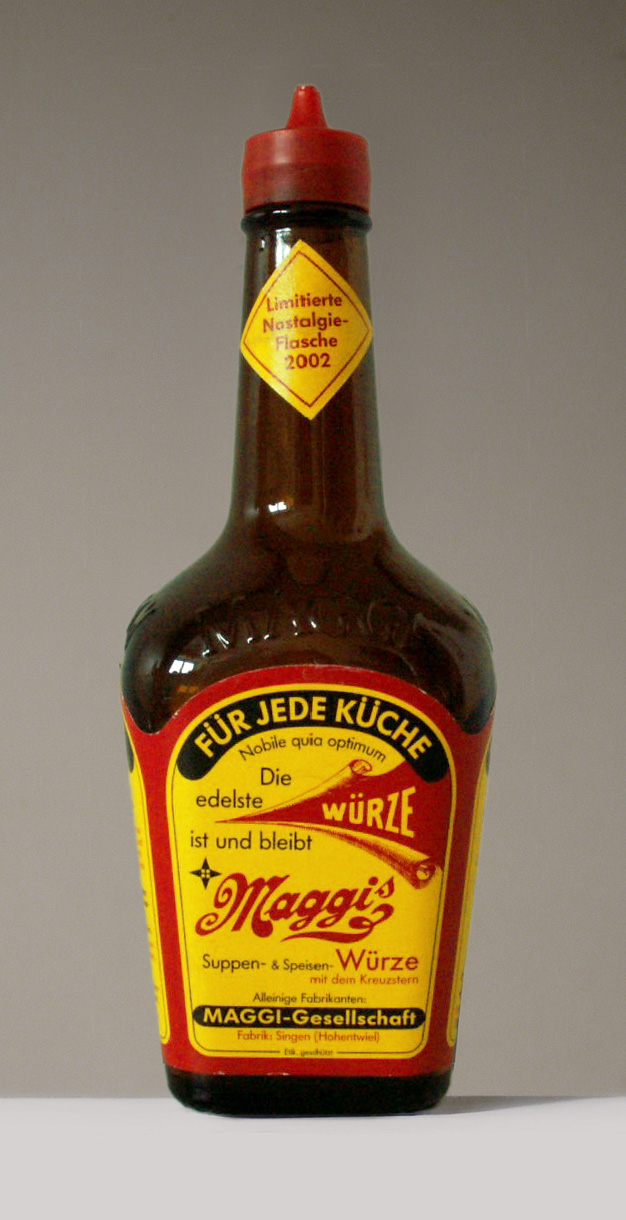
Maggis Würze als Replikat

Die Maggi-Würze wurde am 8. Juni 1886 von Julius Maggi als preiswerter Ersatz für Fleischextrakt entwickelt. Hergestellt wird sie vom Unternehmen Maggi, das seit 1947 zu Nestlé gehört. 1887 wurde die erste deutsche Maggi-Niederlassung in Singen eröffnet. Zunächst füllten dort lediglich sieben Arbeiterinnen die Maggi-Würze ab. Im Januar 1899 wurde die Maggi-Würze erstmals auch dort produziert, nachdem sich der Import der zur Flaschenabfüllung bestimmten Würze in großen Behältern aus der Schweiz wegen zollrechtlicher Vorschriften nicht mehr rentierte. 
Die typische eckige Flasche mit gelb-rotem Etikett wurde 1887 von Julius Maggi entworfen und ist geringfügig verändert immer noch im Einsatz. Es existieren seit Beginn acht Flaschengrößen von 8 g bis 1400 g. In Privathaushalten waren die kleinen Nachfüllfläschchen von 120 g und 70 g beliebt. Von den Krämern wurde das Originalprodukt mitunter verfälscht, entweder durch Panscherei mit Wasser oder durch den Ersatz mit billigerem Konkurrenzprodukt. Verfälschungen wurden von der Firma verfolgt. Schließlich wurde 1959 die Einwegflasche mit dem siegelroten Käppchen eingeführt.
1923 kostete die 1400-g-Flasche zunächst noch 5 Goldmark, später im selben Jahr – aufgrund der Hyperinflation – 5 Billionen Mark. 1965 wurde die Preisbindung aufgegeben. Vor Aufgabe der Preisbindung kostete die 1000-g-Flasche 5,45 DM.
Die Bezeichnung der heute allgemein nur noch als Maggi bekannten Würzsauce wechselte zunächst zwischen Maggis Suppen- und Speisewürze und Maggis Suppenwürze, bis man sich schließlich für Maggis Würze entschied. Seit 2009 gibt es als Variante auch Maggi Hot, eine Chilisauce.

## Sonstiges
- Ein Multiple von Joseph Beuys aus den Jahren 1971/1972 zeigt eine in einem Kofferdeckel montierte Maggiflasche neben einer Reclam-Ausgabe von Immanuel Kants Kritik der reinen Vernunft und trägt den Titel ich kenne kein Weekend.
- 2011 wurde der Turm der Burg Kronberg für drei Monate als „größte Maggi-Flasche der Welt“ verkleidet.[5][6]
- Die größte Maggi-Flasche der Welt befindet sich in Lüdinghausen auf einem Kreisverkehr an der Walter-Koch-Straße unweit der Werkszufahrt zum Maggi-Werk Lüdinghausen.[7]
- Afrika ist der größte Absatzmarkt für Maggi-Produkte. Der hohe Salzgehalt stellt jedoch ein Problem für die öffentliche Gesundheit dar.[8] Im Senegal wird Maggi-Würze umgangssprachlich als Corrige Madame bezeichnet.[9]
- Die Regionen mit dem größten Maggi-Verbrauch in Deutschland sind das Saarland (mit etwa einem Liter pro Haushalt im Jahr, etwa doppelt so viel wie der deutsche Durchschnitt) und das Ruhrgebiet.[10]
- Die Wirkkraft der Marke Maggi zeigt sich in den nachträglich benannten Naturprodukten Maggikraut und Maggipilz, die den typischen Geruch besitzen, aber im Produkt selbst nicht enthalten sind. Die in Polen verkaufte Maggi-Würze enthält dagegen Liebstöckel-Extrakt.